# カノット・シャーク航空
カノット・シャーク航空（かのっと・しゃーくこうくう、英語: Qanot Sharq）はウズベキスタンの航空会社。キュアノット・シャーク航空とも表記される。

## 概要

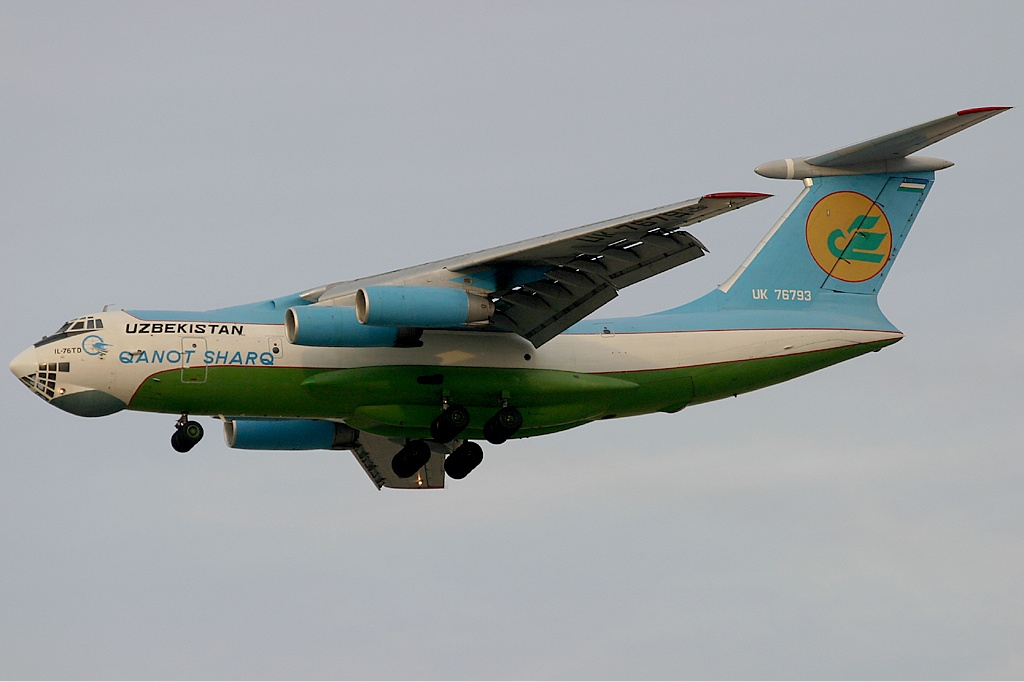
ウズベキスタン航空からリースされたIl-76（2005年撮影）

- 1998年に設立された。2012年まで、ウズベキスタン航空からリースしたイリューシンIl-76貨物機を使用して、運航していた[1]。
- 2012年、Il-76がウズベキスタン国防省に移管され、運航資格を失った。
- 2021年、エアリースコーポレーションから、中古のエアバスA320-200型機2機をリースし、運航を再開した[1]。
- 2021年10月14日、タシケント国際空港-モスクワ/ヴヌーコヴォ国際空港線に就航し、運航を再開した。初の旅客便運航となる。

## 保有機材
| 機種             | 保有数 | 座席数 | 備考                                   |
| ---------------- | ------ | ------ | -------------------------------------- |
| エアバスA320-200 | 2      | 174    | エアベルリン、インタージェットの中古機 |
| エアバスA321neo  | 2      | 240    |                                        |
| エアバスA330-200 | 3      | 345    |                                        |

## 就航都市
| 国             | 空港                                          |
| -------------- | --------------------------------------------- |
| ウズベキスタン | タシュケント、ウルゲンチ、サマルカンド        |
| 中国           | 北京/大興、上海/浦東、広州、三亜              |
| ベトナム       | ダナン、カムラン                              |
| インドネシア   | デンパサール                                  |
| 韓国           | ソウル/仁川、釜山                             |
| イスラエル     | テルアビブ                                    |
| イタリア       | ミラノ                                        |
| チェコ         | プラハ                                        |
| トルコ         | イスタンブール                                |
| ロシア         | モスクワ/ドモジェドヴォ、サンクトペテルブルグ |
| エジプト       | シャルム・エル・シェイク                      |